# Danuta Kaczmarek
Danuta Kaczmarek (ur. 1949 r.) – polska inżynier elektronik. Absolwent Politechniki Wrocławskiej. Od 2009 profesor na Wydziale Elektroniki Mikrosystemów i Fotoniki Politechniki Wrocławskiej.